# 1976年阿根廷政變
1976年阿根廷政變是指1976年3月24日，阿根廷总统伊莎貝爾·裴隆的政府被推翻。不過政变發動者没有持某种特定的意识形态。伊莎貝爾·裴隆被推翻后，取而代之的是一个以中将豪尔赫·拉斐尔·魏地拉、海军上将埃米利奥·爱德华多·马塞拉（Emilio Eduardo Massera）以及准将奥兰多·拉蒙·阿戈斯蒂（Orlando Ramón Agosti）为首的軍政府，即国家重组进程。这场政变是在美國兀鷹行動框架下策划并执行的。
军事政变的策划工作始于1975年10月；伊莎貝爾·裴隆政府在政变发生的两个月前就对其准备工作有所知晓。